# Jubileum Volume I
Jubileum Volume I – pierwsza płyta kompilacyjna podsumowująca dorobek szwedzkiego zespołu muzycznego Bathory. Wydana 3 października 1992 roku.

## Lista utworów
1. "Rider at the Gate of Dawn" - 1:19[2]
2. "Crawl to Your Cross" - 4:38[2]
3. "Sacrifice" - 4:14
4. "Dies Irae" - 5:13
5. "Through Blood by Thunder" - 6:04
6. "You Don't Move Me (I Don't Give a Fuck)" - 3:31[2]
7. "Odens Ride over Nordland" - 3:00
8. "A Fine Day to Die" - 8:54
9. "War" - 2:15
10. "Enter the Eternal Fire" - 6:57
11. "Song to Hall up High" - 2:43
12. "Sadist" - 2:59
13. "Under the Runes" - 5:57
14. "Equimanthorn" - 3:45
15. "Blood Fire Death" - 10:28

## Twórcy
- Ace "Quorthon Seth" Thomas Forsberg – śpiew, gitara, gitara basowa
- Rickard Bergman – gitara basowa
- Andreas Johansson – gitara basowa
- Christer Sandström – gitara basowa
- Kothaar – gitara basowa
- Stefan Larsson – instrumenty perkusyjne
- Paul Lundberg – instrumenty perkusyjne
- Vvornth – instrumenty perkusyjne
- The Boss – produkcja